# Pierre Lacaze (athlétisme)
Pour les articles homonymes, voir Pierre Lacaze et Lacaze.
Pierre Lacaze (né le 14 juin 1925 à Pontacq et mort le 4 février 2014 à Lourdes) est un athlète français spécialiste du saut en hauteur.
Licencié à la Section paloise, il participe aux Jeux olympiques d'été de 1948 à Londres et se classe 9e de l'épreuve du saut en hauteur.